# Aetheolaena
Aetheolaena je biljni rod iz porodice glavočika, smješten u podtribus Senecioniinae. Postoji 22 priznate vrste autohtone u Južnoj Americi, i to od Bolivije i Perua na jugu, do Kolumbije i Venezuele na sjeveru.
Rod je opisan 1827.; tipična je vrsta Cacalia involucrata Kunth. (A. involucrata).

## Vrste
1. Aetheolaena caldasensis (Cuatrec.) B.Nord.
2. Aetheolaena campanulata (Sch.Bip. ex Klatt) B.Nord.
3. Aetheolaena cuencana (Hieron.) B.Nord.
4. Aetheolaena decipiens (Benoist) B.Nord.
5. Aetheolaena doryphylla (Cuatrec.) B.Nord.
6. Aetheolaena heterophylla (Turcz.) B.Nord.
7. Aetheolaena hypoleuca (Turcz.) B.Nord.
8. Aetheolaena involucrata Cass.
9. Aetheolaena ledifolia (Kunth) B.Nord.
10. Aetheolaena lingulata (Schltdl.) B.Nord.
11. Aetheolaena loeseneri (Hieron.) B.Nord.
12. Aetheolaena longepenicillata (Sch.Bip. ex Sandwith) B.Nord.
13. Aetheolaena mochensis (Hieron.) B.Nord.
14. Aetheolaena mojandensis (Hieron.) B.Nord.
15. Aetheolaena otophora (Wedd.) B.Nord.
16. Aetheolaena patens (Kunth) B.Nord.
17. Aetheolaena pichinchensis (Cuatrec.) B.Nord.
18. Aetheolaena puracensis (Cuatrec.) B.Nord.
19. Aetheolaena rosana (Cuatrec.) B.Nord.
20. Aetheolaena senecioides (Kunth) B.Nord.
21. Aetheolaena subinvolucrata (Cuatrec.) B.Nord.
22. Aetheolaena yacuanguensis (Cuatrec.) B.Nord.